# Adolphe Assi
Adolphe Alphonse Assi (Roubaix, 28 aprile 1841 – Numea, 8 febbraio 1886) è stato un operaio e attivista francese.
Fu un personaggio di rilievo della Comune di Parigi.

## Biografia
Operaio meccanico, disertò dall'esercito francese per arruolarsi come garibaldino. Amnistiato e ritornato in Francia, lavorò nelle officine di Le Creusot partecipando agli scioperi del gennaio 1870 per far rispettare dall'imprenditore Schneider gli impegni presi circa l'affidamento della cassa malattia a un comitato di operai.
Lo sciopero fallì e Assi fu uno dei licenziati. Andò allora a Parigi per ottenere l'appoggio della Federazione delle società operaie. Lo sciopero riprese a Creusot in marzo, ma fallì nuovamente per la resistenza di Schneider e la reazione del governo bonapartista, che fece operare numerosi arresti, seguiti da processi e condanne.
Durante l'assedio di Parigi dell'esercito prussiano, militò nel 192º battaglione della Guardia nazionale e fu eletto al Comitato centrale. Il 17 marzo 1871 fu eletto comandante del 17º battaglione, e il 26 marzo, instaurata la Comune, fu eletto al Consiglio. Sospettato di fare il doppio gioco con i versagliesi, fu arrestato il 1º aprile ma, scagionato e liberato il 15 aprile, si occupò delle forniture militari.
L'esercito di Versailles lo fece prigioniero il 21 maggio e la corte marziale lo condannò alla deportazione in Nuova Caledonia. Qui volle rimanere anche dopo l'amnistia decretata nel 1880, lavorando come operaio meccanico, e morì a Numea nel 1886.